# Unholy (canção)
"Unholy" é uma canção gravada pelos cantores Sam Smith e Kim Petras para o quarto álbum de estúdio de Smith, Gloria (2023). Composta pelos artistas com os colaboradores James Napier, Ilya Salmanzadeh, Blake Slatkin, Henry Russell Walter e Omer Fedi,  foi lançada em 22 de setembro de 2022 através da editoras discográficas Capitol Records e EMI, servindo como o segundo single do projeto. Também foram editadas vários remixes a partir do tema original. Musicalmente, é uma canção dos gêneros pop, EDM e hyperpop, ao qual a obra recebeu análises geralmente positivas de críticos musicais.
Em termos comerciais a canção teve um ótimo desempenho, classificando-se no topo de diversos países, como Austrália, Áustria, Canadá, Estados Unidos, Irlanda, Nova Zelândia e Reino Unido, onde recebeu certificado de prata pela British Phonographic Industry (BPI). No Grammy Awards de 2023, venceu na categoria de "melhor desempenho de pop em dupla ou grupo", sendo a primeira nomeação e vitória de Petras no prêmio. O videoclipe correspondente foi dirigido por Floria Sigismondi e lançado em 30 de setembro do mesmo ano.

## Antecedentes e composição
Prévias da faixa foram divulgadas por meio de um vídeo no TikTok em 18 de agosto de 2022, ao qual tornou-se viral. Em 25 de agosto, Smith anunciou o título da canção e o link de pré-salvamento. A musicalidade do tema apresenta um coro hyperpop, da qual Smith explicou o processo criativo e o significado da mesma: 
O processo criativo de "Unholy" foi feito na Jamaica e foi um dos momentos mais criativos e gloriosos que já tive como artista. [...] Foi tão catártico e libertador experiências assim. Essa canção é sobre libertar-se dos segredos dos outros.

## Recepção crítica
Em geral, "Unholy" foi recebida com opiniões positivas pelos críticos especialistas em música contemporânea. Escrevendo para a edição britânica da GQ, Jeremy Atherton Lin disse que o "dueto entre os cantores não-binários e trans [...] inverte o roteiro" e é "influenciado pelo poder feminino". Anaiah B. Thomas, do The Harvard Crimson, afirmou ser o "lançamento mais interessante até agora" de Smith e destacou a "produção incrivelmente hipnotizante" e como Smith e Petras, apesar da "diferença entre seus gêneros", complementaram-se vocalmente na faixa.
Alli Patton, do American Songwriter, elogiou a "sonoridade dançante" da faixa e concluiu que a mesma é "deliciosamente libertina".

## Videoclipe
O videoclipe correspondente foi dirigido por Floria Sigismondi e lançado em 30 de setembro de 2022, inspirado pelo filme A Clockwork Orange e em Bob Foss. Visualmente, apresenta uma mulher assistindo ao show de um cabaret após receber um convite para tal. Smith aparece cercado por dançarinos burlescos andróginos e Petras em uma lira em forma de coração.

## Alinhamento de faixas
- Download digital e streaming (Disclosure remix)[13]

1. "Unholy" (Disclosure remix) — 3:54

- Download digital e streaming (Disclosure extended remix)[14]

1. "Unholy" (Disclosure extended remix) — 5:01

- Download digital e streaming (ACRAZE remix)[15]

1. "Unholy" (ACRAZE remix) — 2:57